# كيلي ريتشارد
كيلي ريتشارد (بالإنجليزية: Kelly Reichardt)‏ مخرجة سينمائية، كاتبة سيناريو، أمريكية. تعتبر ريتشاردت واحدة من رواد السينما الأمريكية المستقلة.

## أعمالها
| السنة | أسم الفيلم     | الدور                          | ملاحظات   |
| ----- | -------------- | ------------------------------ | --------- |
| 1994  | River of Grass | مخرجة / كاتبة سيناريو          |           |
| 1999  | Ode            | مخرجة                          | فيلم قصير |
| 2001  | Then a Year    | مخرجة                          | فيلم قصير |
| 2004  | Travis         | مخرجة                          | فيلم قصير |
| 2006  | Old Joy        | مخرجة / كاتبة سيناريو / مونتير |           |
| 2008  | Wendy and Lucy | مخرجة / كاتبة سيناريو / مونتير |           |
| 2010  | Meek's Cutoff  | مخرجة / مونتير                 |           |
| 2013  | Night Moves    | مخرجة / كاتبة سيناريو / مونتير | .         |
| 2016  | بعض النساء     | مخرجة / كاتبة سيناريو / مونتير | .         |

## وصلات خارجية
- كيلي ريتشارد على موقع IMDb (الإنجليزية)
- كيلي ريتشارد على موقع مونزينجر (الألمانية)
- كيلي ريتشارد على موقع ألو سيني (الفرنسية)
- كيلي ريتشارد على موقع أول موفي (الإنجليزية)
- كيلي ريتشارد على موقع بوكس أوفيس موجو (الإنجليزية)
- كيلي ريتشارد على موقع قاعدة بيانات الأفلام السويدية (السويدية)
- كيلي ريتشارد على موقع ديسكوغز (الإنجليزية)
- كيلي ريتشارد على موقع قاعدة بيانات الفيلم (الإنجليزية)
- كيلي ريتشارد على موقع كينوبويسك (الروسية)
- صفحة كيلي ريتشارد على IMDb
- صفحة كيلي ريتشارد علي موقع الطماطم الفاسدة
- صفحة كيلي ريتشارد على قاعدة بيانات السينما العربية